# Кондращенко Олена Володимирівна
Оле́на Володи́мирівна Кондращенко (нар. 24 серпня 1954, м. Харків) — фахівчиня у галузі будівельного виробництва та виробів, доктор технічних наук, професор, співавторка відкриття «Закономірність об'ємних змін в структурованих колоїдних системах» (2002).

## Біографія
Народилася 24 серпня 1955 року в м. Харкові. Батько, Бабушкін Володимир Іванович [Архівовано 8 грудня 2015 у Wayback Machine.] (1930–2007) — доктор технічних наук, професор, завідувач кафедри будівельних матеріалів Харківського інженерно-будівельного інституту (сьогодні — Харківський державний технічний університет будівництва та архітектури); створив наукову школу з фізико-хімії будівельних матеріалів і захисту будівельних конструкцій від корозії, підготував 39 кандидатів та 10 докторів наук. Мати, Бабушкіна Галина Іванівна (1933 р. н.), працювала викладачкою нарисної геометрії у Харківському інституті громадського харчування (сьогодні — Харківський державний університет харчування та торгівлі).
У 1972 р. — закінчила Харківську політехнічну школу № 133.
1972–1978 рр. — студентка Харківського політехнічного інституту (нині Національний технічний університет «Харківський політехнічний інститут» (НТУ «ХПІ»)).
1979–1982 рр. — аспірантка кафедри хімічної технології в'яжучих речовин НТУ «ХПІ».
Із 1982 р. розпочала науково-викладацьку діяльність у Харківському інституті інженерів комунального будівництва (нині Харківський національний університет міського господарства імені О. М. Бекетова) на посаді молодшого наукового співробітника кафедри технології будівельного виробництва та будівельних матеріалів.
1983 р. — захистила кандидатську дисертацію на тему «Тампонажні цементи для сильноагресивних магнезіальних середовищ».
1986 р. — обрана асистенткою кафедри технології будівельного виробництва та будівельних матеріалів.
1986–1999 рр. — кураторка академічних студентських груп.
1991 р. — переведена на посаду доцента.
1992 р. — присвоєно вчене звання доцента.
1999–2002 рр. — навчання у докторантурі з відривом від виробництва (науковий керівник В. П. Пустовойтов — професор, доктор технічних наук, проректор з наукової роботи (1979–1997) Харківської державної академії міського господарства).
2002 р. — отримала у співавторстві диплом про відкриття «Закономірність об'ємних змін в структурованих колоїдних системах» та пам'ятну медаль.
2004 р. — захистила докторську дисертацію на тему «Гіпсові будівельні матеріали підвищеної міцності і водостійкості (фізико-хімічні та енергетичні основи)».
2005 р. — обрана на посаду професора кафедри технології будівельного виробництва та будівельних матеріалів.
2006 р. — присвоєно вчене звання професора.
2013-2020 р. — завідувачка кафедри технології будівельного виробництва та будівельних матеріалів.
2020 р. - професор кафедри технології будівельного виробництва та будівельних матеріалів.

## Педагогічна діяльність
Після закінчення аспірантури Харківського політехнічного інституту (НТУ «ХПІ») у 1982 році була направлена до Харківського інституту інженерів комунального будівництва (університет) на кафедру технології будівельного виробництва та будівельних матеріалів. Пройшла шлях від молодшого наукового співробітника до завідувачки кафедри.
На кафедрі О. В. Кондращенко багато років завідувала секцією «Будівельних матеріалів». Із 1986 р. по 1999 р. була кураторкою академічних студентських груп, читала лекції з дисципліни «Будівельне матеріалознавство» для студентів 2 курсу усіх будівельних спеціальностей; спецкурси «Композиційні будівельні матеріали» та «Наукові дослідження» для студентів 4 і 5 курсів спеціальності «Міське будівництво та господарство», «Корозія та захист будівельних матеріалів та конструкцій» для студентів 5 курсу всіх будівельних спеціальностей; спецкурс для магістрів-архітекторів «Новітні опоряджувальні будівельні матеріали, вироби та конструкції». Слухачі її лекцій — студенти, аспіранти, викладачі університету, а також фахівці будівельної галузі.
За роки викладацької роботи О. В. Кондращенко підготувала майже 30 методичних видань. Щороку під її керівництвом студенти готують доповіді на наукові конференції, публікуються в збірниках праць університету («XXXV научно-техническая конференция преподавателей, аспирантов и сотрудников Харьковской национальной академии городского хозяйства» (2010 р.), «Устойчивое развитие городов» (2012, 2013 рр.), «Будівництво, реконструкція і відновлення будівель міського господарства» (2014 р.), «Эффективные технологические решения в строительстве с использованием бетонов нового поколения» (2015 р.).
У 2005 році ініціювала відкриття аспірантури при кафедрі за спеціальністю 05.23.05 — будівельні матеріали та вироби, підготувала двох кандидатів технічних наук (А. А. Баранова, А. О. Атинян), які залишились працювати на кафедрі після захисту дисертацій.

## Наукова діяльність
Наукові інтереси стосуються фізико-хімічних основ виробництва будівельних матеріалів, підвищення ефективного використання матеріальних ресурсів і зниження енерго- та матеріалоємності продукції, що випускається. Її наукові розробки підтверджені 27 авторськими свідоцтвами та патентами на винахід України і Росії. У 2002 році разом зі співавторами В. І. Бабушкіним та Б. В. Гусєвим від Міжнародної асоціації авторів наукових відкриттів отримала пам'ятну медаль і диплом про відкриття «Закономірність об'ємних змін в структурованих колоїдних системах».

### Наукові розробки
I. На основі термодинамічних розрахунків О. В. Кондращенко розроблена модель, технологія та промислово-дослідна установка випалу гіпсу у швидкісному потоці теплоносія з отриманням високоміцного гіпсового в'яжучого переважно α-модифікації.
Із урахуванням физико-хімічних процесів:
- науково обґрунтовано ефективний спосіб термічної обробки гіпсу з точки зору підвищення економічності процесу випалу та поліпшення якості отриманого продукту, а саме полугідрату сульфату кальцію α-форми підвищеної міцності та водостійкості;
- досліджено механізм процесів структуроутворення гіпсу з урахуванням ролі колоїдно-хімічних явищ, що дозволило науково обґрунтувати вибір домішок, які зміцнюють структуру гіпсового каменю;
- для підбирання складу безусадкових будівельних матеріалів досліджено причини об'ємних змін гіпсового каменю.

У працях та дослідженнях О. В. Кондращенко подальшого розвитку набуло удосконалення технології виробництва гіпсових в'яжучих та виробів на їх основі, інтенсифікація процесів отримання щільних і чарункуватих гіпсобетонів різноманітного призначення на нових теоретично обґрунтованих та підтверджених на практиці наукових засадах. На запропонований спосіб випалу гіпсу одержано патент України № 31289 «Спосіб випалу гіпсу у завислому стані при підвищеному тиску».
II. Протягом 15 років під керівництвом О. В. Кондращенко проводилися теоретичні та експериментальні дослідження з розробки гідроізоляційних складів проникної дії. Теоретичні розробки базувалися на розрахунках констант іонних рівноваг у системах в'яжуче-вода з домішками у вигляді розчинів електролітів, обліку колоїдно-хімічних явищ та електроповерхневих властивостей дисперсних часток і новоутворень у цементних системах. За результатами досліджень було розроблено та захищено патентом України № 73395 «Композиція проникної дії для відновлення зруйнованого бетону» гідроізоляційні склади проникної дії «Віатрон» у вигляді сухих будівельних сумішей. Вони мають усі позитивні властивості як традиційних захисних матеріалів, так і сумішей проникної дії, для яких характерна не тільки адгезивна, але і когезивна міцність. Асортимент розроблених складів проникної дії містить: розширювальні сухі суміші швидкого твердіння, що можуть не тільки усунути протікання в лічені хвилини та «залікувати» бетон навколо каверни, а й запобігти виникненню нових протікань; склади для ремонту залізобетонних конструкцій, де як домішки введено інгібітори та перетворювачі іржі для захисту та приведення арматури у пасивний стан.
Спеціальна формула гідроізоляційного складу дозволяє ініціювати осмотичний процес у поверхневому шарі конструкції, що призводить до суцільної кристалізації і, внаслідок цього, герметизації пор у тілі конструкції, що робить її водонепроникною. При цьому гелеві пори залишаються відкритими, що дозволяє конструкції «дихати».
III. Одним із найважливіших напрямків розвитку будівельного комплексу України на сьогоднішній день є економія енерговитрат і зниження собівартості будівельних матеріалів і виробів на їх основі, що потребує здешевлення технологій виробництва мінеральних теплоізоляційних матеріалів у вигляді легких заповнювачів для бетонів і розчинів, до яких належить спучений вермикуліт. Тому вдосконалення технології одержання спученого вермикуліту шляхом направленої зміни структури мінералів вихідної сировини, що призводить до зниження температури спучення є актуальним і перспективним. Для цього була розроблена низькотемпературна технологія отримання спученого вермикуліту. Розробки проводилися на вітчизняній сировині, що дозволило відмовитися від імпортування цього затребуваного теплоізоляційного матеріалу. Отриманий спучений вермикуліт відповідає основним сучасним потребам, таким як: екологічна чистота, високі теплоізоляційні якості, висока адгезія зі зв'язуючим, достатня міцність, пожежобезпечність.
З питань розробки теоретичних основ отримання сухих будівельних сумішей для захисних покриттів проникної дії по бетону та залізобетону Олена Володимирівна співпрацює з вітчизняними та зарубіжними вищими навчальними закладами. О. В. Кондращенко як представниця наукової школи внесла вагомий внесок у розвиток наукового потенціалу Університету.

## Публікації
О. В. Кондращенко — авторка та співавторка понад 230 наукових праць, виданих як в Україні, так і за кордоном, зокрема:
- 4 монографії;
- понад 140 наукових статей та тез доповідей;
- 55 навчально-методичних та довідкових видань;
- 30 винаходів.

Список опублікованих робіт та винаходів професора О. В. Кондращенко див. у розділі «Посилання».

## Захоплення
Література, подорожі. У минулому — спортивна гімнастика, згодом — плавання, здоровий спосіб життя.